# Saharaskriktrast

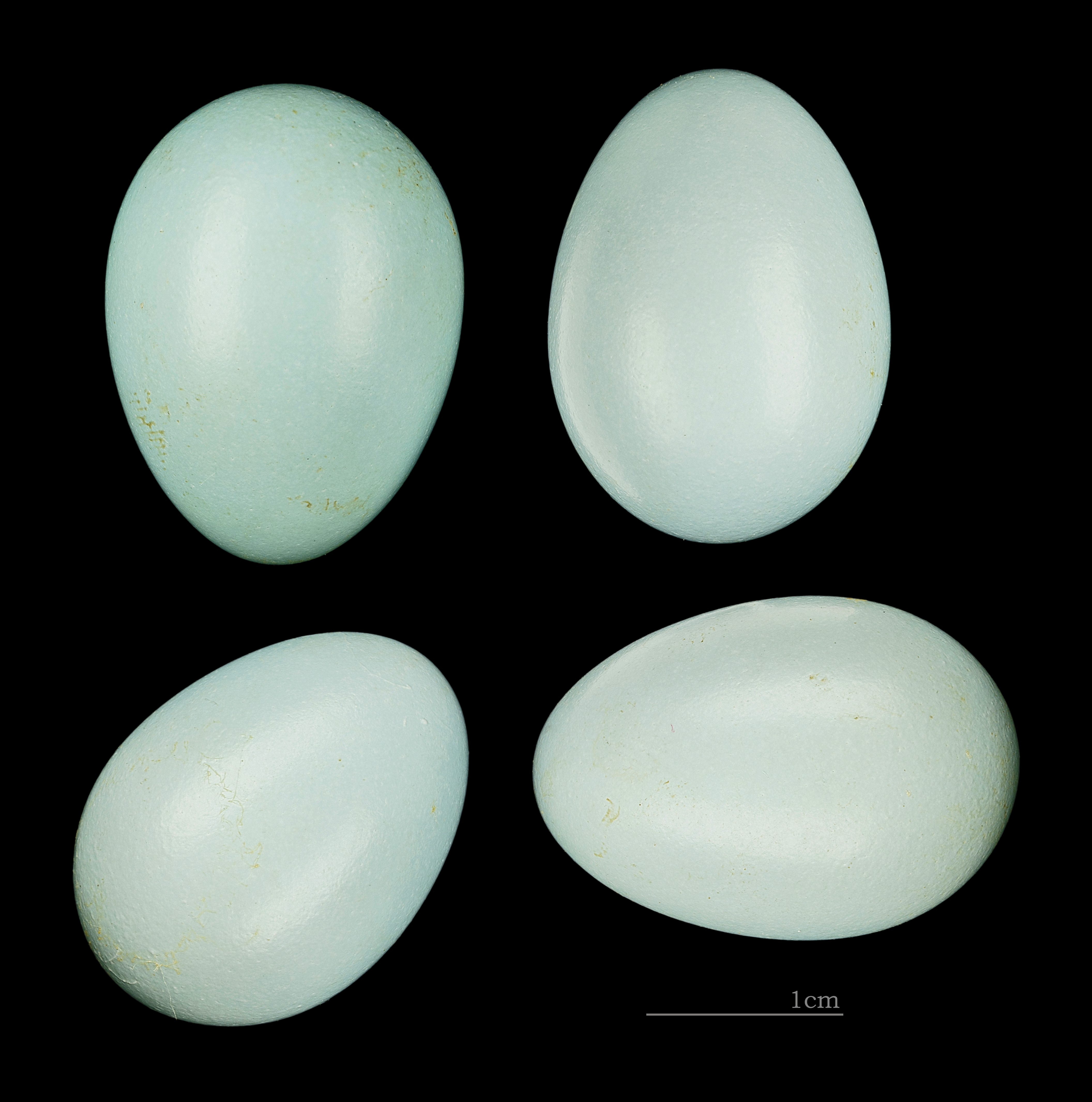
Turdoides fulva fulva

Saharaskriktrast (Argya fulva) är en nordafrikansk tätting i familjen fnittertrastar.

## Kännetecken

### Utseende
Saharaskriktrasten är en trastliknande men långstjärtad och kortvingad fågel med en kroppsläng på 23-25 centimeter. I fjäderdräkten är den jämnfärgat ljust och varmt rödbrun med vitaktig strupe. Näbben är kraftig och lätt nerböjd, antingen gråsvart med gul mungipa hos hanen eller i nordöstra Afrika halmgul med svart spets. Ögat är vanligtvis mörkt och de grova benen ljusbruna.

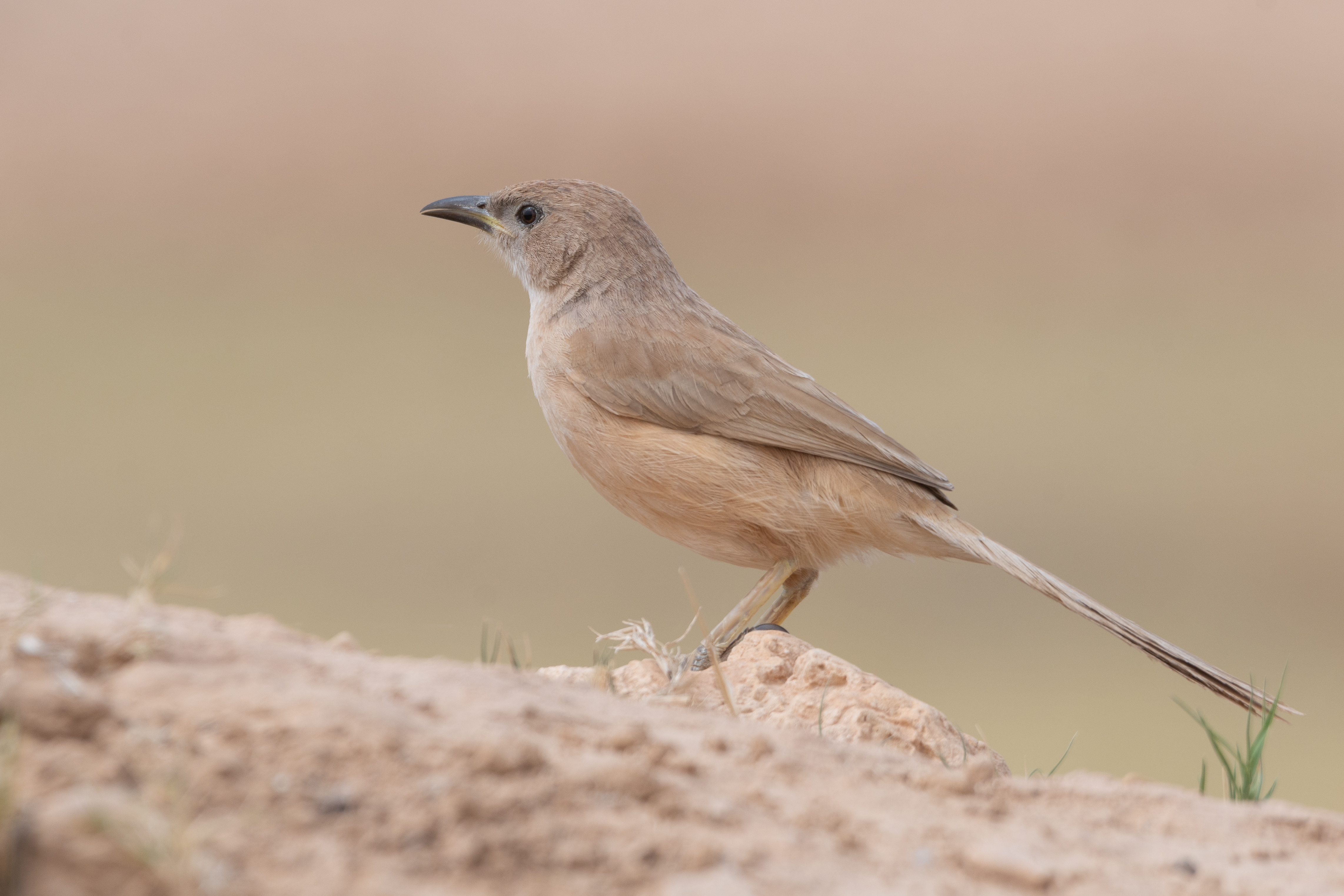

### Läten
Saharaskriktrasten hörs ofta, med utdragna drillande lockläten samt ett kort tjitt. Sången består av en serie pipiga toner, med diftonger: piy piy-piy-piy piiä.

## Utbredning och systematik
Saharaskriktrast delas in i fyra underarter med följande utbredning:
- maroccana – förekommer i södra Marocko, till Algeriet och sydvästra Libyen
- fulva – förekommer i norra Algeriet, Tunisien och nordvästra Libyen
- buchanani – förekommer i sydöstra Algeriet och Mali till Niger och centrala Tchad (Senegal?)
- acaciae – förekommer i norra Tchad och Sudan till norra Eritrea

### Släktestillhörighet
Saharaskriktrast placeras traditionellt i släktet Turdoides. DNA-studier visar dock dels att skriktrastarna kan delas in i två grupper som skilde sig åt för hela tio miljoner år sedan, dels att även de afrikanska släktena Phyllanthus och Kupeornis är en del av komplexet. Idag delas därför vanligen Turdoides upp i två släkten, å ena sidan övervägande asiatiska och nordafrikanska arter i släktet Argya, däribland saharaskriktrast, å andra sidan övriga arter, alla förekommande i Afrika söder om Sahara, i Turdoides i begränsad mening men inkluderande Phyllanthus och Kupeornis.

## Levnadssätt
Saharaskriktrasten är en social fågel som håller ihop i täta familjegrupper, med fem till tio fåglar. Den påträffas i halvöken med spridda träd och buskar, intill oaser, i karga buskmarker och i palmlundar. Boet placeras i en tät törnbuske.

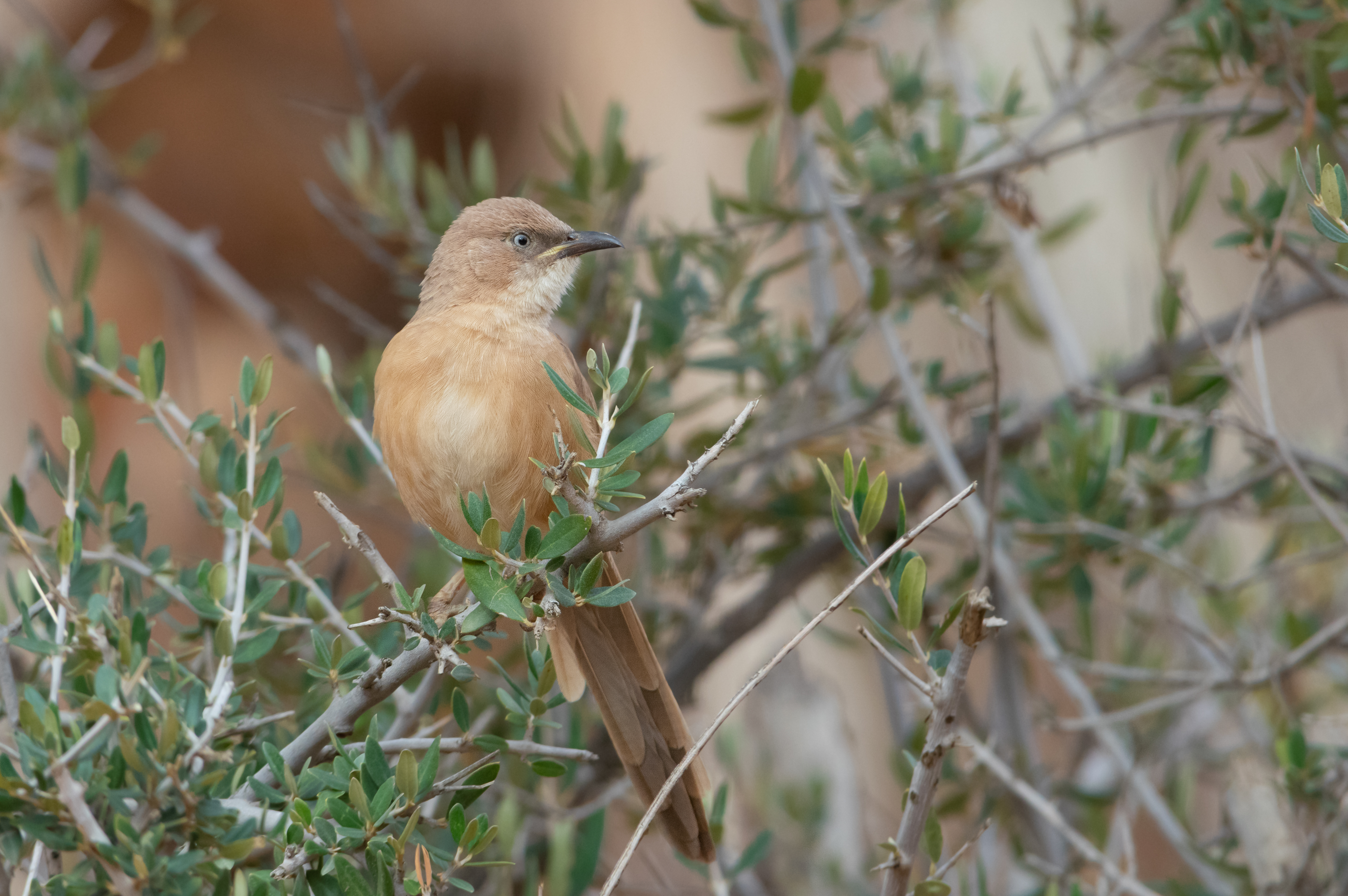

## Status och hot
Arten har ett stort utbredningsområde och en stabil populationsutveckling. Utifrån dessa kriterier kategoriserar IUCN arten som livskraftig (LC).